# 良薬口に苦し
良薬口に苦し（りょうやくくちににがし）は、孔子からのことわざ。

## 概要
良い薬は苦くて飲みにくいことが多いということである。ここから転じて自らにとって役に立つような忠言や忠告というものは、なかなか素直に聞き入れることができないようなものであるということを意味して用いられるようになる。

### 由来
この言葉は『孔子家語』で孔子が述べていたことが由来である。ここでは孔子は、良い薬は苦くて飲みにくいが良く効き、真心から出た忠言の言葉は耳に痛いが行いを正すのにはよく効くということを述べていた。これに続いて殷の湯王と周の武王には喧々諤々と王に忠告する部下がいたからこそ栄えて、対して夏の桀王と殷の紂王には唯々諾々と王に諂う家臣ばかりでいたために滅んだということも述べた。
この表現は『後漢書』や『史記』でも用いられていた。日本では平安時代に知識人の間で知られていく。江戸時代になれば庶民の間でも知られるようになる。『漢籍』では良薬口に苦しに続いて忠言耳に逆らうとあった。この言葉は江戸いろはかるたにもあり、絵札には臣下の忠言を苦い顔で聞いている殿様が描かれていた。